# 크리스 핸슨

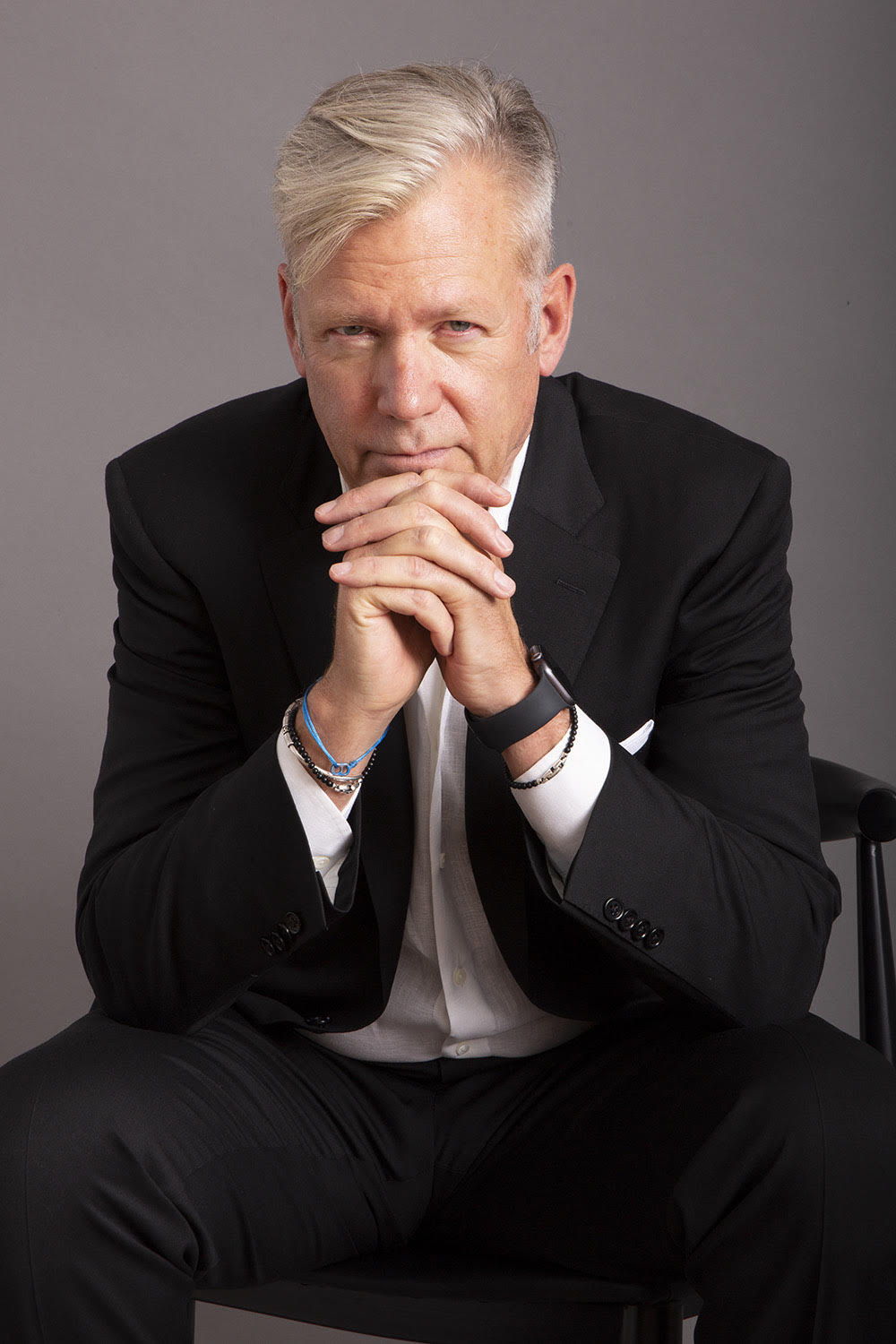
2021년 모습

크리스 핸슨(Chris Hansen, 본명: 크리스토퍼 에드워드 핸슨, 1959년 9월 13일 ~)은 미국의 텔레비전 진행자, 언론인, 유튜브 스타이다. 데이트라인 NBC의 특파원으로 재직하는 동안 함정 수사를 통해 잠재적인 인터넷 포식자를 잡는 방법을 다룬 프로그램 'To Catch a Predator'(2004~2007)를 진행했다. 3년간의 프로그램 방영이 종료된 후에도 핸슨은 다른 방송사에서 유사한 형식의 프로그램을 계속 진행했다.
2013년 NBC를 떠난 후, 그는 2015년 살인 사건 수사를 다룬 단명 시리즈 '인베스티게이션 디스커버리'에서 '킬러 인스팅트'를 진행하기 시작했다. 같은 해, 그는 맷 도란을 대신하여 신디케이트 시리즈 '크라임 워치 데일리'의 진행을 맡았고, 두 시즌 동안 진행했으며 데이트라인의 특집 프로그램인 '핸슨 vs. 프레데터'와 유사한 자신의 코너도 진행했다. 2020년 실화 범죄 중심 스트리밍 서비스 트루블루를 공동 설립했으며, 크리스 핸슨과 함께 웹 시리즈 '테이크다운'을 제작하고 주연을 맡았다.
핸슨은 에미상 8회, 에드워드 R. 머로상 4회, 클라리온상 3회, 내셔널 프레스 클럽상, 그리고 AP 통신과 유나이티드 프레스 인터내셔널의 우수상 등 여러 상을 수상했다. 핸슨과 그의 수많은 조사 대상들은 온라인에서 열광적인 팬층을 형성했으며, 핸슨은 함정 수사 중심 콘텐츠의 선구자로 여겨진다.